# EyeToy: Monkey Mania
EyeToy: Monkey Mania (ook wel bekend als Saru Eye Toy Oosawagi: Wakki Waki Game Tenkomori!! in Japan) is een computerspel voor de PlayStation 2, dat de EyeToy nodig heeft om te kunnen spelen.
Het spel is gebaseerd op Ape Escape. De aapfiguren moet de speler door 30 minigames leiden. Tot vier spelers kunnen tegelijk meedoen met multiplayer. Het spel is verkrijgbaar met een zilveren camera erbij, of zonder voor degene die al een EyeToy in hun bezit hebben.